# Гора Ара

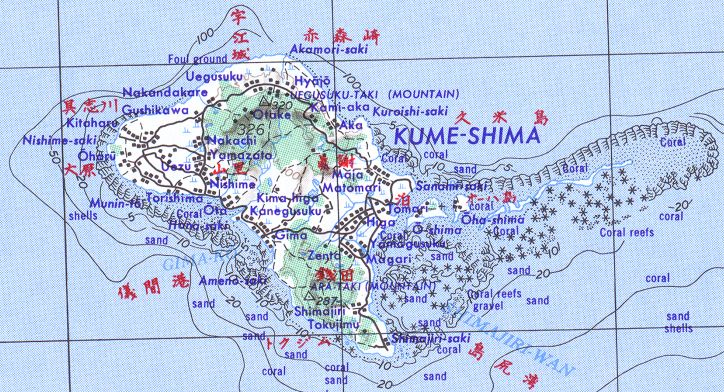
Карта острова Куме, гора Ара (287) на південному заході острова

Гора Ара (яп. 阿良岳)　—　гора в Японії на острові Куме, в  повіті Шімаджірі, префектури Окінава. 